# Paweł Sydor
Paweł Sydor (* 1970 in Białystok) ist ein polnischer Komponist.

## Leben
Nach erstem Musikunterricht in Polen studierte Paweł Sydor Komposition am Oberlin College bei Edward J. Miller und Richard Hoffmann, und Dirigieren bei Robert Ponto und Robert Spano. Er studierte weiterhin in der Juilliard School bei John Corigliano. 1994 gewann er die Juilliard School Composer's Competition mit Virtuti Militari – Concerto for Oboe and Orchestra, das mit dem Oboisten Humbert Lucarelli und dem Juilliard Symphony Orchestra im Lincoln Center uraufgeführt wurde. Mit Virtuti Militari gewann Sydor auch den American Academy of Arts and Letters' Charles Ives Scholarship in Komposition 1995.

## Werke
Sydor hat Werke aller kompositorischen Gattungen klassischer Musik verfasst. Seine Werke wurden schon in Europa und in den Vereinigten Staaten sowie in Brasilien aufgeführt. Er war auch als Komponist elektronischer Musik und Filmmusik tätig. Sein derzeit bekanntestes Werk ist das Oboenkonzert Virtuti Militari.